# Гиван, Пол
Пол Джонатан Гиван (англ. Paul Jonathan Givan; род. 12 октября 1981, Лисберн) — британский политик, член Демократической юнионистской партии. Первый министр Северной Ирландии (2021—2022).

## Биография
Родился 12 октября 1981 года в Лисберне, второй ребёнок в семье (у него есть старший брат Марк, работающий в строительстве, а также младшие — Филипп, инженер в Белфасте, сёстры Рут и Джессика). Отец, Алан Гиван, был сотрудником тюремной системы, мать, Элизабет — секретарша. Пол Гиван изучал предпринимательство в Лисбернском институте и в Ольстерском университете. В 16 лет вступил в Демократическую юнионистскую партию под влиянием речи Иана Пейсли против Соглашения страстно́й пятницы. В 23-летнем возрасте, в 2005 году был избран в муниципальный совет Лисберна. В молодости познакомился с активистом ДЮП Эдвином Путсом и был его советником в 2007—2008 годах, когда Путс занимал должность североирландского министра культуры, искусств и досуга, а затем в 2009—2010 годах — как министра окружающей среды. В 2011 году избран в Ассамблею Северной Ирландии после отставки Джеффри Дональдсона.
Гиван известен консервативными убеждениями: он сторонник креационистских взглядов, выступает против абортов и однополых браков. В 2007 году возглавил попытки муниципальных депутатов Лисберна ввести в учебные планы местных школ преподавание альтернатив эволюционной теории.
8 июня 2021 года Эдвин Путс, возглавивший ДЮП после отставки Арлин Фостер, объявил о выдвижении партией кандидатуры Гивана на пост первого министра Северной Ирландии.
17 июня Гиван утверждён в должности первого министра Североирландской ассамблеей, несмотря на раскол в ДЮП из-за подготовки местным парламентом так называемого акта об ирландском языке, предполагающего уравнивание его статуса с английским на территории Северной Ирландии (24 депутата из 28 членов фракции голосовали против номинирования Гивана на ключевую должность). В тот же день Путс, пробыв во главе партии три недели, ушёл в отставку.
4 февраля 2022 года Гиван ушёл в отставку в знак протеста против установления после выхода Великобритании из Евросоюза де-факто таможенного контроля между Северной Ирландией и остальной территорией Великобритании (такая ситуация создалась из-за оставления Северной Ирландии в зоне свободной европейской торговли ввиду несогласия ирландских националистов с учреждением полноценного пограничного контроля между Северной Ирландией и Ирландией).